# Andrei Sakharov
Andrei Dmitrievich Sakharov (em russo:  Андре́й Дми́триевич Са́харов; Moscou, 21 de maio de 1921 – Moscou, 14 de dezembro de 1989) foi um físico nuclear soviético.
Ele ganhou fama como designer da terceira ideia da União Soviética, um codinome para o desenvolvimento soviético de armas termonucleares. Sakharov era um defensor das liberdades civis e reformas civis na União Soviética. Foi agraciado com o Prêmio Nobel da Paz em 1975 pela sua luta pelos direitos humanos. O Prémio Sakharov, atribuído anualmente pelo Parlamento Europeu para as pessoas e organizações dedicadas aos direitos humanos e liberdades, é nomeado em sua honra.

## Vida

### Juventude e estudos
Andrei Sakharov nasceu como filho de Dmitri Ivanovich Sakharov, um professor de física, e Ekaterina Alexeyevna, nascida Sofiano, uma grega pôntica.  Em 1938, ele se formou no ensino médio com honras e começou a estudar física na Universidade Estadual Lomonosov em Moscou no mesmo ano. Sakharov se ofereceu para o Exército Vermelho em 1939 e completou seus estudos em Ashgabat, Turcomenistão, para onde foi transferido em 1941 após a invasão alemã com partes da universidade. De 1942 a 1945, ele foi engenheiro em uma fábrica de munições em Ulyanovsk e depois continuou seus estudos no Instituto Lebedev (FIAN) da Academia Soviética de Ciências. Sakharov recebeu seu doutorado lá em 1947 durante sua pesquisa no campo dos raios cósmicos.

### Físicos

#### Tecnologia de armas
De 1948 a 1968, Sakharov trabalhou no programa de armas nucleares soviético, primeiro em Moscou sob Kurchatov, no instituto secreto de desenvolvimento em Sarov, então chamado de "Arzamas-16" para camuflagem, sob Yulia Chariton, onde trabalhou em estreita colaboração com Yakov Borisovich Zeldovich. Ele estava convencido, como escreveu em suas memórias, de que um equilíbrio nuclear poderia salvar o mundo da destruição e se sentia um soldado da guerra científica e tecnológica.
Com as seguintes ideias, ele desempenhou um papel importante no desenvolvimento da primeira bomba de hidrogênio soviética, que foi detonada em 12 de agosto de 1953:
- um dispositivo de pressurização com combustível de fusão na parte de cisão,
- uma variante em camadas com o nome de uma massa folhada russa Sloika,
- um combustível de fusão sólido (deutério de lítio) e
- a configuração de dois estágios chamada de projeto Teller-Ulam (conhecida na Rússia como Terceira Ideia de Sakharov), que permitia bombas de hidrogênio na faixa de megatons (equivalente a TNT) e foi testada em 1955.[4]

A maior bomba de hidrogênio já detonada, a bomba Tsar baseada em suas ideias, foi testada sem o último estágio de fissão em 1961 e tinha um poder explosivo de 50 a 60 megatons. Em 1953, no mesmo ano em que recebeu o doutorado russo (que no Ocidente é mais como uma habilitação), Sakharov tornou-se o mais jovem membro pleno da Academia Soviética de Ciências, recebeu o título de Herói do Trabalho Socialista e o Prêmio Stalin.

#### Fusão
Sakharov apresentou várias ideias básicas para a realização da fusão nuclear controlada: Em 1950, junto com Igor Tamm, ele desenvolveu o conceito decisivo do reator termonuclear com confinamento magnético, o arranjo tokamak, que ainda é favorecido hoje. Ele também desenvolveu a catálise de múons da reação de fusão nuclear, que ele chamou de fusão a frio, e o uso de radiação laser pulsada para aquecer o combustível de fusão (fusão inercial).

#### Técnica
Em 1951, Sakharov forneceu ideias básicas para o gerador de compressão de fluxo, um tipo especial de gerador de pulso que pode gerar altas densidades de fluxo magnético detonando um explosivo e comprimindo uma bobina no processo. Os primeiros geradores de compressão de fluxo foram chamados de geradores MK (magnet cumulative). O MK-1 produziu densidades de fluxo de 2,5 kT (Kilotesla) por um curto período de tempo. O seguinte MK-2 foi desenvolvido em 1953; este gerador pode gerar altas correntes de impulso elétrico de 100 MA (megaamperes). Com esses geradores, Sakharov também criou um arranjo que chamou de canhão de plasma: um pequeno anel de alumínio foi vaporizado pelas correntes parasitas induzidas em um toro de plasma acelerado a 100 km/s. Ele até sugeriu o uso de geradores movidos a explosões nucleares para construir aceleradores de partículas para colisões de prótons.

#### Física de partículas e cosmologia
Depois de 1965, Sakharov voltou-se para a física de partículas e cosmologia, o que antes só conseguia fazer paralelamente, como Yakov Zeldovich, com quem trabalhou em estreita colaboração em Arzamas.
Seu trabalho mais importante em cosmologia foi a explicação da assimetria bariônica do universo em 1967. Para este fim, ele estabeleceu três condições básicas, os critérios de Sakharov, que ainda hoje formam a base das teorias correspondentes: não-equilíbrio violação de CP e violação do número de bárions. Essas ideias inicialmente passaram despercebidas até que experimentaram um renascimento no final da década de 1970.
Em um pequeno ensaio de 1968 sobre a gravidade induzida, ele deu um importante alimento para o pensamento sobre o assunto da gravidade quântica, pelo qual ele viu a gravidade como um efeito produzido (induzido) por excitações de vácuo de outros campos. Essas teorias foram posteriormente perseguidas por Stephen Adler, por exemplo.
Ele também foi o primeiro a investigar modelos com universos conectados por força gravitacional (corrente hoje em cosmologias branas em teorias com dimensões extras), em sua imaginação o outro universo era composto de antimatéria e com a direção inversa do tempo, de modo que a simetria geral do CPT estava presente.
Em 1975, ele estabeleceu fórmulas de massa para mésons e bárions.

### Dissidente
Depois de 1955, Sakharov começou a repensar a bomba atômica. Naquele ano, as primeiras mortes ocorreram em um teste de bomba. Além disso, Sakharov estava convencido de que qualquer tentativa futura custaria mais de 10 000 vítimas da radioatividade liberada na atmosfera da Terra e 10 000 vítimas por megaton ao longo das gerações.  De acordo com os cálculos de Sakharov, 50 megatons já haviam sido testados, causando 500 000 mortes. Em 1958, ele publicou o ensaio O Carbono Radioativo de Explosões Nucleares e os Efeitos Biológicos Independentes de Limiar na revista Atomenergie. Em 1961, em uma reunião com o líder do Partido Comunista Nikita Khrushchev, Sakharov se opôs ao plano de testar uma bomba de hidrogênio de 100 megatons na atmosfera. Em 1962, ele participou da oposição científica contra o biólogo-chefe stalinista Trofim Lysenko, que se opunha a descobertas científicas como a genética, que não eram tão novas. Em 1966, ele assinou uma carta alertando contra a reabilitação de Stalin.
Em 1968, Sakharov condenou o esmagamento da Primavera de Praga reformista e em julho de 1968 publicou o Memorando Pensamentos sobre o Progresso, a Coexistência Pacífica e a Liberdade de Pensamento, no qual defendia o desarmamento internacional e o controle de armas nucleares. Como resultado, ele foi libertado do programa nuclear soviético.

### Ativistas de direitos humanos
Em 1970, ele fundou um comitê para a aplicação dos direitos humanos e exigiu a democratização da União Soviética em uma carta aberta ao governo. Em 4 de abril de 1971, o cientista protestou contra a prática dos que estavam no poder de internar opositores do regime em hospitais psiquiátricos. Em 30 de outubro de 1974, Sakharov informou jornalistas estrangeiros em uma conferência de imprensa sobre a greve de fome de presos políticos em vários campos. Desde 1991, o "Dia em Memória das Vítimas da Repressão Política" é celebrado neste dia de acordo com o Decreto do Soviete Supremo da RSFSR nº 1431 de 18 de outubro de 1991. O governo reagiu com crescente repressão. Sakharov cuidou dos presos políticos e fez campanha pelo direito à autodeterminação dos tártaros da Crimeia, mesquetianos, armênios, curdos e georgianos. Em 1974, ele entrou em greve de fome por seus objetivos.
Em 10 de dezembro de 1975, Sakharov recebeu o Prêmio Nobel da Paz. O Comitê Nobel homenageou suas realizações no apoio aos dissidentes e sua luta por uma sociedade aberta baseada no Estado de Direito. O governo soviético o proibiu de viajar a Oslo para a cerimônia de premiação. O prêmio foi aceito por sua esposa Yelena Georgievna Bonner. Aos olhos da KGB, Sakharov tornou-se assim um "inimigo do Estado". Após protestos contra a intervenção soviética no Afeganistão, Sakharov foi preso em 22 de janeiro de 1980 e exilado em Gorky, onde teve que viver sob a supervisão da KGB. Lá ele trabalhou no rascunho de uma nova constituição soviética. Jelena Bonner permaneceu seu único contato com o mundo exterior até que ela também foi exilada para Gorki em 1984.
Em dezembro de 1986, o banimento de Sakharov e Bonner foi levantado. O líder do partido, Mikhail Gorbachev, pediu-lhe por telefone que retornasse a Moscou e continuasse sua atividade política.

### Políticos
Em 1988, ele foi nomeado para a administração da Academia Soviética de Ciências. Em 1989, Sakharov foi eleito para o Congresso dos Deputados do Povo como membro sem partido, onde se juntou ao grupo de trabalho inter-regional de reformadores radicais e tentou reformar a constituição soviética. Em 1989, Sakharov tornou-se o presidente fundador da sociedade russa Memorial, que trabalhou na história dos campos de Gulag antes de ser dissolvida por ordem judicial em 2022.

### Família e morte
O primeiro casamento de Sakharov foi com Klavdia Alexeyevna Wichireva e eles tiveram três filhos: Tatiana, Lyubov e Dmitri. Ela morreu em 1969. A partir de 1972, Sakharov casou-se em seu segundo casamento com Elena Georgievna Bonner.
Depois que sua saúde enfraqueceu desde seu exílio em Gorky, Sakharov morreu de ataque cardíaco em Moscou em 14 de dezembro de 1989. Ele foi enterrado no cemitério de Vostryakovo.

### Livros
- Sakharov, Andrei (1974). Sakharov speaks. [S.l.]: Collins: Harvill Press. ISBN 978-0-00-262755-9
- Sakharov, Andrei (1975). My country and the world. [S.l.]: Knopf. ISBN 978-0-394-40226-0
- Sakharov, Andrei (1978). Alarm and hope. The world-renowned Nobel laureate and political dissident speaks out on human rights, disarmament, and détente. [S.l.]: Knopf. ISBN 978-0-394-50369-1
- Sakharov, Andrei (1982). Collected scientific works. [S.l.]: Marcel Dekker Inc. ISBN 978-0-8247-1714-8
- Sakharov, Andrei (1990). Memoirs. [S.l.]: Knopf. ISBN 978-0394537405
- Sakharov, Andrei (1991). Moscow and beyond: 1986 to 1989. [S.l.]: Knopf Doubleday Publishing Group. ISBN 978-0-394-58797-4
- Сахаров, Андрей (1996). Воспоминания. В 2 томах [Memoirs. In 2 volumes] (em russo). 1. Moscow: Права человека. ISBN 978-5-7712-0011-8
- Сахаров, Андрей (1996). Воспоминания. В 2 томах [Memoirs. In 2 volumes] (em russo). 2. Moscow: Права человека. ISBN 978-5-7712-0026-2

### Artigos e entrevistas
- Sakharov, Andrei (1968). Thoughts on progress, peaceful coexistence and intellectual freedom. [S.l.]: Foreign Affairs Publishing Company. ISBN 978-0-900380-03-7
- Sakharov; Andrei. «Thoughts on progress, peaceful coexistence and intellectual freedom» (PDF). The New York Times. Cópia arquivada (PDF) em 13 de janeiro de 2013
- Sakharov, Andrei (1969). «Here and there: the threat of nuclear war». American Scientist. 57 (1): 167–171. JSTOR 27828445
- Sakharov, Andrei (1974).  О письме Александра Солженицына "Вождям Советского Союза" [On Alexander Solzhenitsyn's "A Letter to the Soviet Leaders"] (em russo). New York: Khronika. OCLC 2326203
- Sakharov, Andrei; Tverdokhlebov, Andrei; Albrecht, Vladimir (28 de maio de 1974). «USSR. The chronicle of current events». Index on Censorship. 3 (3). 87 páginas. doi:10.1080/03064227408532355
- Sakharov, Andrei (novembro de 1975). «The need for an open world: Andrei Sakharov calls on scientists to intensify the campaign for a nuclear weapons ban and full disarmament». Bulletin of the Atomic Scientists: 8–9. doi:10.1080/00963402.1975.11458291
- Sakharov, Andrei; Turchin, Valentin; Medvedev, Roy (6 de junho de 1970). «The need for democratization». The Saturday Review: 26–27
- Sakharov, Andrei; Turchin, Valentin; Medvedev, Roy (1970). «An open letter». Survey: 160–170
- Sakharov, Andrei (1972). «Memorandum». Survey: 223–233
- Sakharov, Andrei (1973). «Statement by the Human Rights Committee». Survey: 271–273
- Sakharov, Andrei (1973). «Interview with Swedish RTV». Index on Censorship. 2 (4): 13–17. doi:10.1080/03064227308532263
- Sakharov, Andrei (1973). «The Deputy Prosecutor‐General and I». Index on Censorship. 2 (4): 19–23. doi:10.1080/03064227308532264
- Sakharov, Andrei (1973). «Press conference». Index on Censorship. 2 (4): 25–29. doi:10.1080/03064227308532265
- Sakharov, Andrei (1973). «Reply to critics». Index on Censorship. 2 (4): 29–30. doi:10.1080/03064227308532266
- Sakharov, Andrei (1974). «Reply to oppression». Rivista di Studi Politici Internazionali. 41 (1): 47–54. JSTOR 42733796
- Sakharov, Andrei (21 de março de 1974). «How I came to dissent». The New York Review of Books
- Sakharov, Andrei (13 de junho de 1974). «In answer to Solzhenitsyn». The New York Review of Books
- Sakharov, Andrei (1975). «Sakharov's statement on Jackson amendment». Index on Censorship. 4 (1): 73–74. doi:10.1080/03064227508532405
- Sakharov, Andrei (1976). «Peace, progress and human rights». Index on Censorship. 5 (2): 3–9. doi:10.1080/03064227608532514
- Sakharov, Andrei (9 de fevereiro de 1978). «The death penalty». The New York Review of Books
- Sakharov, Andrei (fevereiro de 1978). «Letter from Sakharov and Meiman». Nature. 271 (5645). 499 páginas. Bibcode:1978Natur.271..499S. doi:10.1038/271499c0
- Sakharov, Andrei (1978). «The human rights movement in the USSR and Eastern Europe: its goals, significance, and difficulties». Trialogue (19): 4–7, 26–27
- Sakharov, Andrei (1980). «USSR: Sakharov's plea for poets». Index on Censorship. 9 (6): 64. doi:10.1080/03064228008533146
- Sakharov, Andrei (1981). «The responsibility of scientists». Nature. 291 (5812): 184–185. Bibcode:1981Natur.291..184S. PMID 7231537. doi:10.1038/291184a0
- Sakharov, Andrei (1981). «The social responsibility of scientists». Physics Today. 34 (6): 25–30. Bibcode:1981PhT....34f..25S. ISSN 0031-9228. doi:10.1063/1.2914603
- Sakharov, Andrei (1981). «The responsibility of scientists». Nature. 25 (10): 18–21. Bibcode:1981Natur.291..184S. ISSN 0033-5002. PMID 7231537. doi:10.1038/291184a0
- Sakharov, Andrei (1981). «An autobiographical note». The Partisan Review: 511–513
- Sakharov, Andrei (21 de janeiro de 1982). «Letter to my foreign colleagues». The New York Review of Books
- Sakharov, Andrei; Meiman, Naum (1982). «The plight of Yuri Orlov». Harvard International Review. 4 (6). 50 páginas. JSTOR 42762207
- Sakharov, Andrei (1982). «An appeal». The Partisan Review: 480–482
- Sakharov, Andrei (1983). «A message from Gorky». Bulletin of the Atomic Scientists. 39 (6): 2–3. Bibcode:1983BuAtS..39f...2S. doi:10.1080/00963402.1983.11458999
- Sakharov, Andrei (1983). «The danger of thermonuclear war. An open letter to Dr. Sidney Drell» (PDF). Foreign Affairs. 61 (5): 1001–1016. JSTOR 20041632. doi:10.2307/20041632. Cópia arquivada (PDF) em 16 de março de 2016
- Sakharov, Andrei (21 de julho de 1983). «A reply to slander». The New York Review of Books
- Sakharov, Andrei (1 de março de 1984). «A letter to my scientific colleagues». The New York Review of Books
- Sakharov, Andrei (16 de março de 1987). «Of arms and reforms». Time
- Sakharov, Andrei (13 de agosto de 1987). «On accepting a prize». The New York Review of Books
- Sakharov, Andrei (25 de fevereiro de 1988). «A man of universal interests». Nature. 331 (6158): 671–672. Bibcode:1988Natur.331..671S. doi:10.1038/331671a0
- Sakharov, Andrei (22 de dezembro de 1988). «On Gorbachev: a talk with Andrei Sakharov». The New York Review of Books
- Sajarov, Andrei; Bonner, Elena (1989). «Al simposio de Madrid sobre las relaciones comerciales y económicas Este-Oeste» [Madrid symposium on East-West trade relations and economics]. Política Exterior (em espanhol). 3 (12): 45–47. JSTOR 20642878
- Sakharov, Andrei (17 de agosto de 1989). «A speech to the People's Congress». The New York Review of Books. 36 (13): 25–26
- Sakharov, Andrei (1990). «We cannot do without nuclear power plants, but ...». World Marxist Review. 33: 21–22. ISSN 0043-8642
- Sakharov, Andrei (21 de maio de 1990). «Sakharov: Sakharov and Solzhenitsyn: a difference in principle». Time
- Sakharov, Andrei (21 de maio de 1990). «Sakharov: years in exile». Time
- Sakharov, Andrei (1999). «Lecture in Lyons: science and freedom». Physics Today. 52 (7): 22–24. Bibcode:1999PhT....52g..22S. ISSN 0031-9228. doi:10.1063/1.882746